# Julia Robinson
Julia Hall Bowman Robinson (Saint Louis, 8 dicembre 1919 – Oakland, 30 luglio 1985) è stata una matematica statunitense nota per i suoi contributi ai campi della teoria della calcolabilità e della teoria della complessità computazionale, in particolare nei problemi decisionali.
Il suo lavoro sul decimo problema di Hilbert (ora noto come teorema di Matiyasevich o teorema MRDP) ha svolto un ruolo cruciale nella sua risoluzione finale. Robinson è stata insignita del premio MacArthur Fellows Program nel 1983.

## Primi anni
Robinson è nata a St. Louis, Missouri, figlia di Ralph Bowers Bowman e Helen (Hall) Bowman. La madre morì quando Robinson aveva 2 anni e suo padre si risposò. Ha avuto due sorelle: la sorella maggiore la divulgatrice matematica e biografa Constance Reid e la sorella minore Billie Comstock.
A 9 anni le fu diagnosticata la scarlattina, seguita poco dopo dalla febbre reumatica. Questo le fece perdere due anni di scuola. Quando si fu ristabilita, venne istruita privatamente da un insegnante di scuola elementare in pensione. In un solo anno riuscì a completare il curriculum del quinto, sesto, settimo e ottavo anno. Mentre frequentava la scuola media le fu sottoposto un test del QI in cui ottenne un punteggio di 98, un paio di punti sotto la media. Ella attribuì tale risultato alla scarsa abitudine a sostenere test. Tuttavia, Julia si distinse alla San Diego High School come l'unica studentessa a frequentare corsi avanzati di matematica e fisica. Si diplomò al liceo ricevendo un premio Bausch-Lomb per essersi complessivamente distinta nelle scienze.
Nel 1936, Robinson entrò alla Università statale di San Diego all'età di 16 anni. Insoddisfatta del curriculum di matematica in tale università, si trasferì all'Università della California - Berkeley nel 1939 per il suo ultimo anno. Prima che potesse trasferirsi alla UC Berkeley, suo padre si suicidò nel 1937 a causa di problemi finanziari. Seguì cinque corsi di matematica nel suo primo anno alla UC Berkeley, uno dei quali era un corso di teoria dei numeri tenuto da Raphael M. Robinson. Dopo la laurea avvenuta nel 1940, dove ottenne il titolo Bachelor of Arts, nel 1941 sposò Raphael.

## Contributi matematici
Dopo la laurea, Robinson proseguì gli studi universitari a Berkeley. In quanto studente laureato, Robinson ottenne l'incarico come assistente didattico presso il Dipartimento di Matematica e successivamente come assistente di Jerzy Neyman nel Berkeley Statistical Laboratory. Il lavoro svolto qui da Robinson portò alla sua prima pubblicazione, dal titolo "A Note on Exact Sequential Analysis".
Robinson conseguì il dottorato di ricerca nel 1948 sotto Alfred Tarski con una tesi su "Definability and Decision Problems in Arithmetic". La sua dissertazione mostrò che la teoria dei numeri razionali era un problema indecidibile, dimostrando che la teoria elementare dei numeri poteva essere definita in termini di razionali. (La teoria elementare dei numeri era già nota per essere indecidibile dal primo teorema di incompletezza di Gödel).

### Il decimo problema di Hilbert
Il decimo problema di Hilbert richiede un algoritmo per determinare se un'equazione diofantea ha soluzioni in numeri interi . Robinson iniziò la ricerca di metodi di risoluzione per questo problema nel 1948, mentre era alla RAND Corporation. Il suo lavoro sulla rappresentazione diofantea per l'elevamento a potenza e il suo metodo di utilizzo dell'equazione di Pell portarono all'ipotesi J.R. (dal nome di Robinson) nel 1950. Dimostrare questa ipotesi sarebbe stato cruciale nella soluzione finale. Le sue pubblicazioni di ricerca portarono a collaborazioni con Martin Davis, Hilary Putnam e Yuri Matiyasevich.
Nel 1950, Robinson incontrò per la prima volta Martin Davis, allora istruttore presso l'Università dell'Illinois - Urbana-Champaign, il quale stava cercando di dimostrare che tutti i set con proprietà di elencabilità fosseto diofantei, in contrasto con il tentativo di Robinson di dimostrare che alcuni set speciali — tra cui i numeri primi e le potenze di 2 — fossero diofantee. Robinson e Davis dal 1959 cominciarono a collaborare e, raggiunti in seguito da Hilary Putnam, dimostrarono che le soluzioni di un'equazione "Goldilocks" erano la chiave del decimo problema di Hilbert.
Nel 1970 il problema fu risolto al negativo, ovvero dimostrarono che non può esistere alcun algoritmo di questo tipo. Negli anni '70, Robinson continuò a lavorare con Matiyasevich su uno dei corollari della loro soluzione.

### Teoria dei giochi
Durante la fine degli anni '40, Robinson trascorse circa un anno presso la RAND Corporation di Santa Monica facendo ricerche sulla teoria dei giochi. Il suo resoconto tecnico del 1949, "On the Hamiltonian game (a traveling salesman problem)", ovvero "Sul gioco Hamiltoniano (un problema del commesso viaggiatore)" è la prima pubblicazione a utilizzare la definizione "Problema del commesso viaggiatore". Poco dopo pubblicò un documento intitolato "An Iterative Method of Solving a Game" in 1951.
Nel suo articolo, provò che le dinamiche di gioco fittizie convergono all'equilibrio di Nash della strategia mista nei giochi a somma zero per due giocatori.

## Professore alla UC Berkeley
A Robinson non fu permesso di insegnare al dipartimento di matematica di Berkeley dopo aver sposato Raphael M. Robinson nel 1941, poiché esisteva una regola che impediva ai membri della famiglia di lavorare insieme nello stesso dipartimento. Robinson rimase quindi nel dipartimento di statistica nonostante desiderasse insegnare calcolo. Sebbene Raphael si sia ritirato nel 1973, è stato solo nel 1976 che le è stato offerto un posto di professore a tempo pieno alla Berkeley in seguito alla sua nomina all'Accademia nazionale delle scienze.

## Riconoscimenti
Dopo che Yuri Matiyasevich risolse il decimo problema di Hilbert mediante l'ipotesi J.R. e la successione di Fibonacci, Saunders Mac Lane nominò Robinson per l'Accademia nazionale delle scienze. Anche Alfred Tarski e Jerzy Neyman volarono fino a Washington, D.C. per spiegare ulteriormente al NAS perché il suo lavoro fosse tanto importante e quanto avesse enormemente contribuito al progresso matematico. Nel 1975 è stata la prima matematica donna ad essere eletta alla Accademia nazionale delle scienze.
Robinson venne scelta come prima donna presidente dell'American Mathematical Society (per il periodo 1983-1984) ma non è stata in grado di completare il suo mandato poiché soffriva di leucemia.
Nel 1982, Robinson ha tenuto la Conferenza Noether dell'Association for Women in Mathematics; la sua conferenza era intitolata Functional Equations in Arithmetic. In questo periodo le è stato anche assegnato il premio MacArthur Fellowship di $ 60.000. Nel 1985 è diventata anche membro dell'American Academy of Arts and Sciences.

## Impegno politico
Negli anni '50 Robinson era attiva nelle attività del partito democratico locale. Era la direttrice della campagna di Alan Cranston nella contea di Contra Costa quando si candidò per il suo primo incarico politico, controllore statale.
Robinson fu anche una volontaria per le campagne presidenziali di Adlai Stevenson.

## Morte ed eredità
Nel 1984, alla Robinson fu diagnosticata la leucemia e morì a Oakland, in California, il 30 luglio 1985.
Una delle sue sorelle, Constance Reid, ha vinto il premio George Pólya Award della Mathematical Association of America nel 1987 per aver scritto l'articolo "The Autobiography of Julia Robinson".
In suo onore è stato intitolato il Julia Robinson Mathematics Festival, sponsorizzato dall'American Institute of Mathematics dal 2013 ad oggi e dal Mathematical Sciences Research Institute dal 2007 al 2013.
George Csicsery ha prodotto e diretto un documentario di un'ora su Robinson intitolato Julia Robinson and Hilbert's Tenth Problem, presentato in anteprima al Joint Mathematics Meeting di San Diego il 7 gennaio 2008.